# Constantin Coandă
Constantin Coandă (Craiova, 4 de marzo de 1857-Bucarest, 1932), militar y político rumano, brevemente primer ministro del país al final de la Primera Guerra Mundial.
Alcanzó el grado de general del ejército rumano. Enseñó matemáticas en la Escuela Nacional de Puentes y Caminos de Bucarest. Entre sus siete hijos se contó Henri Coandă, inventor del primer avión a reacción.

## En el cuartel general ruso
Tras la entrada de Rumanía en la Primera Guerra Mundial en el verano de 1916, Coandă fue enviado como representante rumano al cuartel general del Estado Mayor ruso (stavka). Como tal presentó en septiembre la petición del Gobierno de cien mil soldados rusos para cubrir la región de la Dobruya, en la desembocadura del Danubio, disputada con Bulgaria, que fue rechazada. Rumanía pudo contar con la mitad de esas tropas y con retraso, haciendo que Coandă informase a su Gobierno de su desconfianza ante la ayuda rusa. También transmitió el consejo ruso de desviar tropas de la ofensiva en Transilvania al sur de Rumanía para afrontar la ofensiva búlgara, que se considera un error estratégico, que reforzó las inclinaciones del Gobierno, acentuando las posibilidades de derrota.
Coandă defendió entonces la evacuación de Transilvania para ahorrar tropas, pero su consejo no fue atendido por el Consejo de Ministros, que se limitó a trasladar ciertas fuerzas al sur del país, tratando de mantener el territorio transilvano ocupado, aunque deteniendo el avance del ejército.
Mientras, el alto mando ruso acabó enviando los refuerzos exigidos desde el principio por los rumanos; los mandos inferiores ralentizaron la ayuda, aumentando la magnitud de la derrota rumana y obligando finalmente a los rusos a enviar un millón de soldados para sostener el frente. Coandă había repetido en numerosas ocasiones las peticiones rumanas, hasta labrarse mala reputación con el jefe del Estado Mayor ruso, el general Mijaíl Alexéyev.

## La revolución rusa y la ocupación de Besarabia
Tras el estallido de la Revolución de febrero en Rusia y la deposición del zar y más tarde el golpe de Estado bolchevique en noviembre, Coandă pasó a representar a Rumanía en Ucrania y negoció con los bolcheviques que en el invierno de 1918 sitiaban Kiev, reclamando estos la retirada de las tropas rumanas de Besarabia, que habían ocupado. Las negociaciones de Coandă fueron infructuosas aunque un canadiense logró el acuerdo, que fue posteriormente soslayado por los rumanos.

## Gabinete
Tras el hundimiento del frente macedonio y la inminente derrota de los Imperios Centrales en el otoño de 1918, el gabinete de Alexandru Marghiloman, considerado partidario de estos, había de ser sustituido para lograr la benevolencia de los vencedores de la Triple Entente, para lo que el rey encargó a Constantin Coandă formar un nuevo Gobierno. Este, de corta duración antes del regreso al frente del ejecutivo del habitual primer ministro liberal Ion Brătianu, fue responsable de aceptar la petición de ayuda militar del recién formado Consejo Central Nacional Transilvano, formado por los políticos rumanos de la región, para «neutralizar el bolchevismo». A la vez recibió las demandas francesas de una rápida movilización para cortar la retirada a los ejércitos de los Imperios Centrales en los Balcanes y proporcionar el grueso de las tropas de ocupación en Transilvania, que se realizó ya durante el Gobierno de su sucesor, tras un proceso más lento del deseado por la Entente.
Participó en la firma del tratado de paz con Bulgaria, el Tratado de Neuilly-sur-Seine, a finales de noviembre de 1918. El 9 de diciembre de 1919, rubricó en nombre de Rumanía el Tratado de Saint-Germain-en-Laye con Austria, que los Gobiernos anteriores se habían negado a suscribir por desavenencias con las grandes potencias aliadas.
Presidente del Senado rumano tras la guerra y miembro del Partido Popular del general Alexandru Averescu, fue herido de gravedad el 8 de diciembre de 1920 por una bomba preparada por el terrorista revolucionario Max Goldstein, que mató al ministro de Justicia y a dos senadores y causó la prohibición del Partido Comunista Rumano.